# 広田雅将
広田 雅将（ひろた まさゆき、1974年2月19日 - ）は、大阪府出身の時計ジャーナリスト。GQ JAPAN等多数の連載を持ち、現在は時計専門誌『クロノス日本版』およびそのウェブ版「webChronos」の編集長を務めている。英国時計学会会員。愛称はハカセ(博士)など。

## 略歴
- 大学卒業後、外資系企業へ就職するが時計に関わる仕事をするという夢を捨てきれず、2004年に脱サラして時計ジャーナリストとなる[3]。
- 時計との出会いは12歳の頃である。父親が持っていた腕時計という本を読んだ事がきっかけ。以降、腕時計を買い集めるようになり、これまで所有した時計は1000本を超える[要出典]。

## 愛称について
ハカセ(博士)
- 時計に関する知識の深さに由来する[要出典]。単に時計に関する知識だけではなく、製造工程やデザインに関しても圧倒的な造詣の深さを誇る[要出典]。
- 現在編集長を務めるクロノス日本版に掲載中の「アイコニックピースの肖像」では特にその知識の深さと取材力を遺憾なく発揮しており、日本の時計業界は広田以前/広田以降に分かれるとの呼び声も高い[要出典]。

## 著書
- ジャパン・メイド トゥールビヨン-超高級機械式腕時計に挑んだ日本のモノづくり- (B&Tブックス)
- 100万円超えの高級時計を買う男ってバカなの? (東京カレンダーMOOKS)
- 続・100万円超えの高級時計を買う男ってバカなの? (東京カレンダーMOOKS)
- アイコニックピースの肖像 名機30 (東京カレンダーMOOKS)